# Divlji korak
Divlji korak (eng. Romper Stomper) je film australskog režisera Geoffreyja Wrighta iz 1992. godine.  Film opisuje propadanje grupe neonacističkih skinheadsa u siromašnom predgrađu Melbournea i napete odnose među troje glavnih likova koje tumače Russell Crowe, Daniel Pollock i Jacqueline McKenzie.  
Daniel Pollock je bio u ljubavnoj vezi s Jacquline Mckenzie (likovi koje igraju u filmu su također zaljubljeni).  Zbog prekida i problema s ovisnosti o heroinu, počinio je samoubojstvo bacivši se pred vlak, prije nego što je film pušten u distribuciju.  Crowe je povodom toga napisao pjesmu The Night That Davey Hit the Train, koju je izvodio sa svojim bendom.

## Radnja
Hando (Crowe) je agresivni vođa grupe rasista i neonacista koja se redovito sukobljava s vijetnamskim imigrantima u Melbourneu.  Gabe (Mackenzie) je problematična djevojka iz bogate obitelji koja ima problema s ocem; u kafiću upoznaje Handa te se zaljubi u njega i pridruži ekipi.  U nju se zaljubljuje Handov prijatelj i suborac Davey (Pollock).  
Nakon žestokog sukoba s Vijetnamcima u kojemu izgube nekoliko članova i prebivalište, grupa se nađe u velikim problemima.  Gabe im obećava pomoći u pljački bogataške kuće; kuća je zapravo vlasništvo njezinog oca, a pljačka ne uspijeva zbog Handove nediscipline i nesposobnosti.  Hando u napadu bijesa otjera Gabe koja ih zatim sve prijavi policiji; on jedini uspijeva pobjeći.
Gabe se pridružuje Daveyju koji je napustio grupu kada i ona; brzo ih pronalazi Hando te zajedno čine pljačku i planiraju odlazak iz Melbournea.  Hando je sumnjičav prema Gabe i ubrzo se posvađaju.  Kako bi spasio djevojku, Davey ubija prijatelja. 

## Kritike
Film je naišao na različite reakcije među kritičarima i gledateljima.  Manje zamjerke su upućene na račun scenarija koji se bavi neonacističkom supkulturom i odnosima glavnih likova pri čemu se nijednom aspektu ne posvećuje dovoljno duboko.  Veći problem je bila poprilična količina realistički prikazanog nasilja zbog kojega je distribucija filma u nekim zemljama naišla na poteškoće.  
U Australiji je u čak devet kategorija nominiran za prestižne nagrade Australskog filmskog instituta; nagrađen je za najbolju mušku glavnu ulogu, najbolje zvučne efekte i najbolju originalnu glazbu.  
Iako film skinheadse ne prikazuje u pozitivnom svjetlu, postao je vrlo popularan među neonacistima stekavši kultni status.  

## Vanjske poveznice
- Romper Stomper u internetskoj bazi filmova IMDb-a